# Kia Mohave
Kia Mohave (còn được biết đến với cái tên Kia Borrego tại thị trường Bắc Mĩ và Trung Quốc) là dòng xe thể thao đa dụng được sản xuất và phân phối bởi Kia của Hàn Quốc. Dòng xe này ra mắt năm 2008 tại Hàn Quốc.